# 隆加島
隆加島是蘇格蘭的群島，位於大西洋海域，屬於內赫布里底群島的一部分，面積1.26平方公里，最高點海拔高度70米，島上無人居住。